# Abarim
Abarim (hebreiska för "på andra sidan [av Döda havet] liggande") är i Gamla Testamentet namnet på en bergskedja öster om Döda havet, som utgör västra randen av moabitiska högslätten. Norra delen kallas även Pisga, och dess högsta punkt var berget Nebo.